# 新伊奥尼亚
新伊奥尼亚（希臘語：Νέα Ιωνία）是希腊阿提卡大區北雅典专区的一个市镇，为雅典都会区的北部郊区，位于雅典市中心东北方向7公里处。市镇面积为4.421平方公里，2021年人口数量为64,611人。
该地名来源于伊奧尼亞，这是小亚细亚的一个地区，许多希腊人在1920年代希腊土耳其人口互换中从那里迁移至此。新伊奥尼亚的许多家庭源自现今属于土耳其的阿拉尼亚镇。
新伊奥尼亚有3座雅典地铁1号线车站：新伊奥尼亚站、佩夫卡基亚站和佩里索斯站。